# ゴウダプ郡
ゴウダプ郡（ポーランド語: Powiat gołdapski）は、北ポーランドのヴァルミア＝マズールィ県にあり、ロシアと国境を接する地方自治体。郡都で唯一の市はゴウダプであり、県都であるオルシュティンの北東133kmに位置する。
1998年の地方行政区画再編の結果、1999年1月1日に誕生した。ゴウダプ郡とオレツコ郡が一つの郡（オレツコ＝ゴウダプ郡、ポーランド語: powiat olecko-gołdapski）として存在していた。2002年に、2つに分かれた。
郡は771.93km2の面積がある。2006年の統計で、郡全体の人口が26,989人である。

## 近隣の郡
東部はスヴァウキ郡、南部はオレツコ郡、南西部はギジツコ郡、西部はヴェンゴジェヴォ郡と接している。また、北部はロシア（カリーニングラード州）と接している。

## 下位自治体
郡は3つの下位自治体に分割される。（1つの町、2つの村）なお、人口順に並べてある。
| 名称                         | 種類 | 面積（km2） | 人口（2006年） | 中心地               |
| ---------------------------- | ---- | ----------- | -------------- | -------------------- |
| グミナ・ゴウダプ             | 町   | 361.7       | 19,918         | ゴウダプ             |
| グミナ・バニエ＝マズルスキエ | 村   | 205.0       | 3,920          | バニエ＝マズルスキエ |
| グミナ・ドゥベニンキ         | 村   | 205.2       | 3,151          | ドゥベニンキ         |